# Aulonogyrus concinnus
Aulonogyrus concinnus é uma espécie de insetos coleópteros pertencente à família Gyrinidae.
A autoridade científica da espécie é Klug, tendo sido descrita no ano de 1834.
Trata-se de uma espécie presente no território português.